# Лемпинен, Кайно
Ка́йно Йо́ханнес Ле́мпинен (фин. Kaino Johannes Lempinen; 8 февраля 1921, Маску, Финляндия — 13 сентября 2003, Турку, Финляндия) — финский гимнаст, призёр Олимпийских игр.
Кайно Лемпинен родился в 1921 году в Лему. В 1952 году в составе финской команды завоевал бронзовую медаль Олимпийских игр в Хельсинки.